# Migrazione (informatica)
La migrazione nella terminologia informatica indica un procedimento atto a modificare l'hardware o il software, in uso su uno o più computer.
L'esempio più classico e rilevante di migrazione è quella che riguarda il sistema operativo di una macchina: migrare da un sistema operativo verso un altro significa quindi smettere di utilizzare il sistema operativo x in favore dell'utilizzo di y.
Altri esempi di migrazione possono riguardare software meno fondamentali (ad esempio un programma di fotoritocco), il passaggio di un sito da un server ad un altro, il cambio di architettura hardware dell'elaboratore o il rifacimento di un'applicazione web con altro framework web.
| Controllo di autorità | GND (DE) 4226008-5 |